# Tom Long (pilote automobile)
Pas d'image ? Cliquez ici
Tom Long, né le 1er mars 1982 à Poughkeepsie aux États-Unis, est un pilote automobile américain. Il participe à des épreuves d'endurance aux mains de voitures de Grand tourisme ou de Sport-prototypes dans des championnats tels que le WeatherTech SportsCar Championshipet la Michelin Pilot Challenge.

## Palmarès

### Résultats enWeatherTech SportsCar Championship
| Année | Écurie                  | Châssis              | Moteur                                   | Classe  | 1      | 2      | 3      | 4     | 5     | 6      | 7      | 8      | 9       | 10     | 11    | 12  | 13  | Position | Points |
| ----- | ----------------------- | -------------------- | ---------------------------------------- | ------- | ------ | ------ | ------ | ----- | ----- | ------ | ------ | ------ | ------- | ------ | ----- | --- | --- | -------- | ------ |
| 2014  | SpeedSource             | Mazda Prototype      | Mazda Skyactiv-D 2,2 l I4 Turbo (Diesel) | P       | DAY 14 | SEB 11 | LBH 11 | LGA 7 | BEL 9 | WGL 13 | MOS 10 | IMS 10 | ELK Np. | AUS 10 | ATL 8 |     |     | 18e      | 138    |
| 2015  | SpeedSource             | Mazda Prototype      | Mazda Skyactiv-D 2,2 l I4 Turbo (Diesel) | P       | DAY 11 | SEB 11 | LBH 7  | LGA 9 | BEL 7 | WGL 5  | MOS 7  | ELK 7  | AUS 9   | ATL 6  |       |     |     | 7e       | 241    |
| 2016  | Mazda Motorsports       | Mazda-Lola B12/80    | Mazda MZ-2.0T 2,0 l I4 Turbo             | P       | DAY 13 | SEB 8  | LBH 4  | LGA 8 | BEL 4 | WGL 5  | MOS 5  | ELK 8  | AUS 4   | ATL 6  |       |     |     | 6e       | 258    |
| 2017  | Mazda Motorsports       | Mazda RT24-P         | Mazda MZ-2.0T 2,0 l I4 Turbo             | P       | DAY 12 | SEB 8  | LBH 6  | AUS 8 | BEL 3 | WGL 9  | MOS 5  | ELK    | LGA     | ATL    |       |     |     | 11e      | 168    |
| 2022  | Racers Edge Motorsports | Acura NSX GT3 Evo 22 | Acura 3,5 L V6 Turbo                     | GTD Pro | DAY    | DAY    | SEB 8  | LBH   | LGA   | MOH    | BEL    | WGL    | MOS     | LIM    | ELK   | VIR | ATL | 25e*     | 252*   |
| 2022  | Racers Edge Motorsports | Acura NSX GT3 Evo 22 | Acura 3,5 L V6 Turbo                     | GTD Pro | Q      | R      | SEB 8  | LBH   | LGA   | MOH    | BEL    | WGL    | MOS     | LIM    | ELK   | VIR | ATL | 25e*     | 252*   |

N.B. * Saison en cours. Les courses en " gras  'indiquent une pole position, les courses en "italique" indiquent le meilleur tour de course.